# The Cranberries
The Cranberries – irlandzki rockowy zespół muzyczny założony w 1989 w Limerick; w latach 2003–2009 zespół nie występował i nie nagrywał płyt, wznowił działalność w 2009, zakończył ją jednak w 2019, rok po śmierci wokalistki Dolores O’Riordan.

## Historia

### Początki
Bracia z Limerick, Noel i Mike Hogan, założyli zespół The Cranberries wraz z Fergalem Lawlerem w roku 1990. Na początku nazywali się The Cranberry Saw Us (co fonetycznie może oznaczać „sos żurawinowy”). Wokalistą był wtedy Niall Quinn, którego ekstrawaganckie upodobania objawiły się m.in. w tytułach piosenek, takich jak „My Grandma Drowned in a Fountain in Lourdes”, „I Was Always All Ways” oraz „Throw Me Down A Big Stairs”. Kiedy opuścił zespół, przesłuchania wygrała i jego miejsce zajęła Dolores O’Riordan, wówczas przyjaciółka dziewczyny Nialla. Dolores szybko pokazała swoje umiejętności w pisaniu tekstów. Kiedy dostała od zespołu demo z muzyką do utworu nad którym pracował, następnego dnia wróciła z pełnym tekstem piosenki o nazwie „Linger” (która miała później stać się jednym z największych przebojów zespołu).
Taśma demo domowej produkcji odniosła lokalny sukces i zespół nagrał wkrótce demo, którego sprzedaż była już prowadzona na terenie całej Irlandii. Po tym jak sprzedanych zostało wszystkie 300 kopii, członkowie skrócili nazwę do The Cranberries i rozesłali do wytwórni płytowych w Wielkiej Brytanii swoje kolejne demo, zawierające wczesne wersje utworów „Linger” i „Dreams”. Nagrania te powstały w studiu Xeric, prowadzonym przez Pearse’a Gilmore’a, który później został menedżerem zespołu. W tamtym czasie wszyscy członkowie The Cranberries byli jeszcze nastolatkami.
Zarówno prasa brytyjska, jak i przemysł muzyczny zainteresowały się demem i wkrótce zaczęła się ostra walka pomiędzy głównymi wytwórniami o kontrakt z zespołem. Ostatecznie podpisał umowę z Island Records, wytwórnią która wydawała również nagrania innego irlandzkiego zespołu – U2. The Cranberries weszli do studia z Gilmorem jako producentem i nagrali swój pierwszy singel – „Uncertain”. Nagranie nie brzmiało jednak najlepiej, czego wynikiem były słabe recenzje prasowe. Doszły do tego napięte stosunki zespołu z Gilmorem. Jeszcze przed wyznaczeniem wydania daty debiutu na rok 1992 okazało się, że wcześniej podpisał on po cichu kontrakt z Island na modernizację swojego studia. Napięcia w zespole omal nie doprowadziły do jego rozpadu. Zamiast tego, The Cranberries zakończyli współpracę z Gilmorem i zatrudnili Geoffa Travisa z Rough Trade Records jako swojego menedżera i Stephena Streeta (który pracował wcześniej z The Smiths) jako producenta.
Ich debiutancki album, Everybody Else Is Doing It, So Why Can’t We? wydany został wiosną roku 1993, a singlem promującym płytę był utwór „Dreams”. Jednak ani album, ani żaden z obu singli (drugim był „Linger”), nie przyciągnął dużej uwagi. Latem i jesienią zespół wziął udział w tournée po USA, w którym występował najpierw przed The The, a później przed Suede. Często zdarzało się tak, że The Cranberries byli przyjmowani lepiej niż zespół główny. Duża popularność ich koncertów sprawiła, że utwór „Linger” zaczął coraz częściej pojawiać się w MTV. Ostatecznie, singel ten osiągnął ósmą pozycję na amerykańskiej liście przebojów, a sprzedaż albumu wyniosła ponad 2 mln. Utwory „Everybody Else” i „Linger” wkroczyły na Wyspy Brytyjskie na początku roku 1994, a cały album doszedł latem do pierwszego miejsca listy przebojów.

### Światowa popularność
W lipcu roku 1994 Dolores O’Riordan wyszła za managera grupy, Dona Burtona. Stała się też centralnym punktem zespołu i to wokół niej skupiały się jego teledyski. Jej pozycja dalej umacniała się po wydaniu jesienią drugiego albumu, No Need to Argue. Płyta zawierała utwory cięższe i lepsze jakościowo, a jej producentem ponownie był Stephen Street. Zadebiutowała na szóstym miejscu amerykańskiej listy przebojów i w ciągu roku osiągnęła potrójną platynę. Najbardziej znanym utworem z płyty jest „Zombie”. Drugi singel, „Ode to My Family”, dotarł do miejsca jedenastego list najlepszych singli.
W roku 1995 zespół odbył tournée i wydał jeszcze dwa single, „I Can’t Be With You” i „Ridiculous Thoughts”. Album ten otrzymał status platynowej płyty w Kanadzie, w Szwajcarii i siedmiokrotnie w USA. W tym samym roku The Cranberries zagrali dziewięć utworów na koncercie w Nowym Jorku z cyklu „MTV Unplugged”. Występ nie został opublikowany, a na jego fragmenty można natrafić jedynie na bootlegach zespołu.
Podczas tournée po wydaniu No Need to Argue zaczęły krążyć plotki jakoby O’Riordan miała zamiar opuścić zespół i rozpocząć karierę solową. Zespół ostro zaprzeczał. Plotki ustały dopiero po nagraniu wiosną 1996 roku przez The Cranberries trzeciego albumu, To the Faithful Departed, którego producentem był Bruce Fairbairn, mający na koncie współpracę m.in. z Bon Jovi i Aerosmith. Produkt okazał się jeszcze bardziej rockowy i surowy. Jednak nie spotkał się z tak ciepłym przyjęciem jak poprzednie płyty. W roku 2006, Q umieścił go na swojej liście 50 najgorszych albumów wszech czasów. Album dotarł do 2. miejsca w Wielkiej Brytanii i 4. w USA, jednak pierwszy singel, o nazwie „Salvation”, nie stał się hitem na miarę „Zombie”, „Linger”, czy „Ode to My Family”.
Drugim singlem z albumu był „Free to Decide”, który dotarł do brytyjskiej listy przebojów top 40 i do Top 10 na Billboard Top 40 Charts, stając się tym samym najlepiej ocenianym singlem zespołu od czasu „Linger” z roku 1993. Na początku roku 1997, piosenka „When You’re Gone” została wydana jako singel w USA i osiągnęła Top 20 w the Billboard Top 40 Charts, osiągając w historii zespołu jeden z trzech najlepszych wyników w USA. Płyta zdołała utrzymać się przez trzy tygodnie na Billboard Rock Modern Charts, jednak zaraz potem zaczęła szybko spadać na coraz niższe miejsca list przebojów i zdobyła tylko podwójną platynę – wynik dużo gorszy od dwóch poprzednich płyt The Cranberries. Jesienią roku 1996 zespół odwołał swoje tournée po Australii i Europie, co ponownie doprowadziło do plotek o rozpoczęciu przez O’Riordan kariery solowej.
W roku 1999 grupa wydała album Bury the Hatchet. W lutym ukazał się pierwszy singel „Promises”, do którego wideoklip stworzył Oliver Dahn, francuski reżyser, który wcześniej pracował nad „Salvation”. Album trafił do sprzedaży w kwietniu. Jego osiągnięcia to 7. miejsce w Wielkiej Brytanii i 13. w USA, gdzie otrzymał złotą płytę „Promises” osiągnął 12 miejsce na Wyspach i 34. w Billboard Top 40 Charts. Kolejnymi singlami z tego albumu były: „Animal Instinct”, „Just My Imagination” i „You & Me”. Od kwietnia 1999 do lipca 2000 zespół odbył największe i najbardziej udane w swojej karierze tournée po całym świecie. Do chwili obecnej sprzedano ponad 3,5 mln kopii Bury the Hatchet, co daje mu czwarte miejsce wśród wszystkich albumów zespołu. Olbrzymią popularnością cieszył się m.in. we Francji, Włoszech, Hiszpanii i na Tajwanie. Podczas tournée The Cranberries wrócili do Irlandii na pierwsze koncerty od pięciu lat. Zagrali m.in. na Millstreet w Hrabstwie Cork. Wkrótce potem wydany został podwójny album Bury the Hatchet – The Complete Sessions zawierający utwory ze stron B singli oraz te nagrane podczas koncertu w Paryżu.

### Spadek popularności
W październiku 2001 zespół wydał album Wake Up and Smell the Coffee, który zadebiutował na 46 miejscu za oceanem oraz na 61. Wielkiej Brytanii. Odniósł on najskromniejszy sukces ze wszystkich płyt zespołu, lecz ponownie przywrócił zainteresowanie zespołu w USA. Pierwszy singel, „Analyse” nie dotarł nawet do Top 75 w UK. W styczniu 2002 wydano drugi singel, „Time is Ticking Out”, a w kilka miesięcy później „This Is the Day”. Żaden z nich nie dotarł do list przebojów najlepszych singli. Sprzedano ponad 1,5 mln kopii albumu. Światowe tournée promujące płytę odbyło się od lutego do października 2002 r.
W 2002 roku pojawiła się składanka z największymi hitami The Cranberries pt. Stars: The Best of 1992–2002, a także zbiór teledysków na DVD. W pierwszym zestawie pojawiły się 3 utwory nie będące singlami zespołu. „Daffodil Lament” to kawałek uznany przez fanów zespołu za najlepszy spośród nie-singli, natomiast „Stars” (wydany na singlu) i „New New York” były całkiem nowymi utworami. Ten ostatni dotarł do 20. miejsca na brytyjskiej liście przebojów, a ukazał się w reakcji na wydarzenia z 11 września 2001.
W tym samym roku na Tajwanie wygrali nagrodę dla najlepiej sprzedającego się zespołu zagranicznego za „Stars”. To właśnie na Tajwanie każdy z ich albumów odnosił sukces. Tournée w tym roku trwało od października do grudnia i było najkrótszym w historii zespołu – odwiedzili tylko Europę i Azję.
W połowie roku 2003 wystąpili kilkakrotnie, w niektórych koncertach jako support The Rolling Stones. Wykonali w tamtym czasie kilka nowych kawałków, takich jak „Astral Projection” czy „In It Together”.

### Przerwa
W 2004 roku The Cranberries ogłosili, że przez pewien czas będą zajmować się karierami solowymi. W tymże roku Dolores O’Riordan zaśpiewała utwór „Ave Maria” w filmie Pasja oraz skomponowała utwór do filmu Evilenko (z Malcolmem McDowellem). 7 maja 2007 roku wydała debiutancki solowy album pt. Are You Listening?, a dwa lata później kolejny No Baggage z promującym go singlem „The Journey”.
W 2004 Noel Hogan założył solowy projekt Mono Band, w którym zagrali pozostali muzycy The Cranberries, z wyjątkiem Dolores. W 2005 projekt wydał jedyny album, Mono Band; dwa utwory z płyty ukazały się na singlach.
Fergal Lawler w 2007 stworzył trio The Low Network, które nagrało trzy utwory, wydane na trzech pojedynczych singlach.
Po kilkunastu latach ciągłych tournée i akcji promocyjnych, sprzedaniu ponad 38 mln albumów i zagraniu koncertów na całym świecie, zespół zdecydował, że czas na przerwę.

### Wznowienie działalności
25 sierpnia 2009 zespół ogłosił wznowienie działalności i w listopadzie 2009 zespół wyruszył w trasę koncertową po USA. W 2010 zespół odbył trasę koncertową w Europie. Na przełomie kwietnia i maja 2011 w Metalworks Studios w Toronto Cranberries nagrało 15 piosenek; 11 z nich pojawiło się na nowym albumie Roses, który ukazał się 13 lutego 2012. 20 października 2011 ukazał się pierwszy po 9 latach singiel „Show Me”, a kolejny „Tomorrow” miesiąc później. W 2012 zespół odbył światową trasę koncertową. Latem 2016 zespół odbył krótką trasę koncertową w Europie; w sierpniu 2016 zagrał we Francji i Meksyku. W lutym 2017 zespół zagrał w Meksyku. W marcu 2017 ukazał się singel z nową piosenką zespołu „Why”, a 28 kwietnia odbyła się premiera albumu Something Else. 15 stycznia 2018 roku zmarła wokalistka zespołu Dolores O’Riordan Burton. W marcu 2018 muzycy The Cranberries zapowiedzieli, że wydadzą nowy studyjny album z wokalem Dolores. 6 września 2018 podano, że przyczyną śmierci Dolores było utonięcie podczas kąpieli w wannie po alkoholu. 29 września 2018 ukazał się nowy utwór zespołu Iosa (po irlandzku Jezus). Jest to jedyny utwór The Cranberries, w którym Dolores śpiewa po irlandzku. 19 października ukazała się reedycja debiutanckiego albumu zespołu „Everybody Else Is Doing it, So Why Can’t We?”. 18 stycznia 2019 ukazał się drugi singel The Cranberries wydany po śmierci Dolores i jednocześnie pierwszy z nadchodzącego albumu „All Over Now”; tego samego dnia zespół The Cranberries otrzymał tytuł doktora honoris causa uniwersytetu w Limerick. 1 marca ukazał się drugi singel z nadchodzącego albumu „The Pressure”; 19 marca trzeci – „Wake Me When It’s Over”; 18 kwietnia – czwarty i ostatni „In The End”. 26 kwietnia ukazał się ostatni studyjny album zespołu In the End. Po wydaniu tego albumu zespół The Cranberries zakończył działalność. Na wersji albumu wydanej w Japonii znalazła się dodatkowo pierwotna wersja utworu „All Over Now”. 18 września 2020 ukazała się reedycja albumu „No Need to Argue”. 6 września 2021 ukazał się album składankowy "Remembering Dolores". 13 października 2023 ukazała się reedycja albumu „To The Faithful Departed”.

## Ostatni skład zespołu
Członkowie zespołu
- Dolores O’Riordan Burton – śpiew, gitara (zmarła)
- Mike Hogan – gitara basowa
- Noel Hogan – gitara
- Fergal Lawler – perkusja

## Dyskografia
| Rok  | Tytuł albumu                                                                               | Certyfikaty            |
| ---- | ------------------------------------------------------------------------------------------ | ---------------------- |
| 1993 | Everybody Else Is Doing It, So Why Can’t We? - Wydany: 1 marca 1993 - Format: CD, CS, LP   |                        |
| 1994 | No Need to Argue - Wydany: 3 października 1994 - Format: CD, Kaseta magnetofonowa, LP      | - POL: platynowa płyta |
| 1996 | To the Faithful Departed - Wydany: 29 kwietnia 1996 - Format: CD, Kaseta magnetofonowa, LP | - POL: złota płyta     |
| 1999 | Bury the Hatchet - Wydany: 19 kwietnia 1999 - Format: CD, Kaseta magnetofonowa, LP         | - POL: złota płyta     |
| 2001 | Wake Up and Smell the Coffee - Wydany: 22 października 2001 - Format: CD                   |                        |
| 2012 | Roses - Wydany: 27 lutego 2012 - Format: CD, LP                                            | - POL: złota płyta     |
| 2017 | Something Else - Wydany: 28 kwietnia 2017 - Format: CD, LP, Digital download               |                        |
| 2019 | In the End - Wydany: 26 kwietnia 2019 - Format: CD, LP, Digital download                   |                        |

### Albumy koncertowe
| Rok  | Tytuł albumu                                                                    |
| ---- | ------------------------------------------------------------------------------- |
| 2010 | Bualadh Bos – The Cranberries Live - Wydany: 5 stycznia 2010 - Format: CD       |
| 2011 | Live 2010 - Wydany: 27 września 2011 - Format: CD                               |
| 2013 | London 2012: Live at The Hammersmith Apollo - Wydany: 5 marca 2013 - Format: CD |

### EP
| Rok  | Tytuł albumu                                       |
| ---- | -------------------------------------------------- |
| 1991 | Uncertain - Wydany: 1991 - Format: CD, winyl       |
| 1994 | Zombie Live - Wydany: 1994 - Format: CD            |
| 1999 | Loud and Clear - Wydany: 1999 - Format: CD (promo) |

### Kompilacje
| Rok  | Tytuł albumu |
| ---- | --- |
| 2002 | Treasure Box – The Complete Sessions 1991–1999 - Wydany: 2 kwietnia 2002 - Format: CD, LP                             |
| 2002 | Stars: The Best of 1992–2002 - Wydany: 3 października 2002 - Format: CD, LP                                           |
| 2005 | 20th Century Masters – The Millennium Collection: The Best of The Cranberries - Wydany: 27 września 2005 - Format: CD |
| 2008 | Gold - Wydany: 18 marca 2008 - Format: CD                                                                             |
| 2010 | Icon: The Cranberries - Wydany: 31 sierpnia 2010 - Format: CD                                                         |
| 2012 | Dreams: The Collection - Wydany: 15 października 2012 - Format: CD                                                    |
| 2020 | Dreams: The Collection - Wydany: 6 marca 2020 - Format: LP                                                            |

### Wcześniejsze wydania
| Rok  | Tytuł albumu                                      |
| ---- | ------------------------------------------------- |
| 1990 | Anything - Wydany: styczeń 1990 - Format: CS      |
| 1990 | Water Circle - Wydany: sierpień 1990 - Format: CS |
| 1990 | Nothing Left At All - Wydany: 1990 - Format: CS   |

### Single
| Rok  | Tytuł utworu             | Tytuł albumu                                 |
| ---- | ------------------------ | -------------------------------------------- |
| 1992 | „Dreams”                 |                                              |
| 1993 | „Linger”                 | Everybody Else Is Doing It, So Why Can’t We? |
| 1993 | „Dreams” (wznowiony)     | Everybody Else Is Doing It, So Why Can’t We? |
| 1994 | „Zombie”                 | No Need to Argue                             |
| 1994 | „Ode to My Family”       | No Need to Argue                             |
| 1995 | „I Can’t Be with You”    | No Need to Argue                             |
| 1995 | „Ridiculous Thoughts”    | No Need to Argue                             |
| 1996 | „Salvation”              | To the Faithful Departed                     |
| 1996 | „Free to Decide”         | To the Faithful Departed                     |
| 1996 | „When You’re Gone”       | To the Faithful Departed                     |
| 1997 | „Hollywood”              | To the Faithful Departed                     |
| 1999 | „Promises”               | Bury the Hatchet                             |
| 1999 | „Animal Instinct”        | Bury the Hatchet                             |
| 1999 | „Just My Imagination”    | Bury the Hatchet                             |
| 2000 | „You and Me”             | Bury the Hatchet                             |
| 2001 | „Analyse”                | Wake Up and Smell the Coffee                 |
| 2002 | „Time Is Ticking Out”    | Wake Up and Smell the Coffee                 |
| 2002 | „This Is the Day”        | Wake Up and Smell the Coffee                 |
| 2002 | „Stars”                  | Stars: The Best of 1992–2002                 |
| 2011 | „Show Me the Way”        | Roses                                        |
| 2011 | „Tomorrow”               | Roses                                        |
| 2017 | „Why”                    | Something Else                               |
| 2018 | „The Glory”              | Something Else                               |
| 2018 | „Rupture”                | Something Else                               |
| 2019 | „All Over Now”           | In the End                                   |
| 2019 | „Wake Me When It's Over” | In the End                                   |

### Filmografia
| Rok  | Tytuł albumu                                                                                       |
| ---- | -------------------------------------------------------------------------------------------------- |
| 1994 | Live - Wytwórnia płytowa: Island Records - Format: VHS, LD                                         |
| 1995 | Doors and Windows - Wytwórnia płytowa: Island Records - Format: CD-ROM                             |
| 2001 | Beneath the Skin – Live in Paris - Wytwórnia płytowa: Image Entertainment - Format: DVD, VHS       |
| 2002 | Beneath the Skin – Live in Paris – 2 - Wytwórnia płytowa: Image Entertainment - Format: DVD        |
| 2002 | Stars: The Best of Videos 1992–2002 - Wytwórnia płytowa: Island Records - Format: DVD              |
| 2005 | Live (re-release) - Wytwórnia płytowa: Island Records - Format: DVD                                |
| 2005 | 20th Century Masters Collection: The Cranberries - Wytwórnia płytowa: Island Records - Format: DVD |
| 2007 | Gold Collection: The Videos - Wytwórnia płytowa: Universal Music Group - Format: DVD               |

### Teledyski
| Rok  | Tytuł utworu          | Reżyser          |
| ---- | --------------------- | ---------------- |
| 1991 | „Uncertain”           |                  |
| 1993 | „Linger”              | Melodie McDaniel |
| 1994 | „Dreams”              | Peter Scammell   |
| 1994 | „Zombie”              | Samuel Bayer     |
| 1995 | „Ode to My Family”    | Samuel Bayer     |
| 1995 | „I Can’t Be with You” | Samuel Bayer     |
| 1995 | „Ridiculous Thoughts” | Freckles Flynn   |
| 1996 | „Salvation”           | Olivier Dahan    |
| 1996 | „Free to Decide”      | Marty Callner    |
| 1996 | „When You’re Gone”    | Karen Bellone    |
| 1999 | „Promises”            | Olivier Dahan    |
| 1999 | „Animal Instinct”     | Olivier Dahan    |
| 1999 | „Just My Imagination” | Phil Harder      |
| 2000 | „You & Me”            | Maurice Linnane  |
| 2001 | „Analyse”             | Keir McFarlane   |
| 2002 | „Time Is Ticking Out” | Maurice Linnane  |
| 2002 | „This Is the Day”     | Olivier Dahan    |
| 2002 | „Stars”               | Jake Nava        |
| 2012 | „Tomorrow”            | Colin McIvor     |